# Münsterer Alte
Die Münsterer Alte (im Volksmund: Altwasser) ist ein kleiner Nebenfluss des Lechs in Bayern und gehört zum Flusssystem der Donau.

## Verlauf
Der Ursprung befindet sich im Gemeindegebiet von Thierhaupten rechts des Lechs. Der Verlauf führt immer parallel zum Lech zumeist in den Lechauen vorbei an den Staustufen Ellgau und Oberpeiching. In der Nähe von Münster mündet ein Abfluss des dortigen Fischerweihers in den Fluss. Über eine Strecke von rund einem Kilometer fließt die Friedberger Ach annähernd parallel, bis die Münsterer Alte südwestlich von Oberpeiching in den Lech mündet.